# ساحة الحرية (حلب)
ساحة الحرية هي ساحة مهمة في حي العزيزية في مدينة حلب في سوريا.
يقطع الساحةَ شارعُ «يوسف العظمة» من الجنوب إلى الشمال، وتشكل الساحة بداية شارع «قسطاكي الحمصي»، ونهاية شارع «فارس الخوري» من الشرق، حيث توجد كنيسة القديس رئيس الملائكة ميخائيل للروم الملكيين الكاثوليك، كما ويقع المدخل الرئيسي للحديقة العامة في حلب في الجانب الغربي من الساحة في شارع «مجد الدين الجابري». كما وتعتبر الساحة بداية للعديد من الشوارع الفرعية الضيقة كذلك.

و يحيط بالساحة العديد من الحانات والمقاهي والمطاعم.

في عام 1971، نُصب تمثال للأديب السوري قسطاكي الحمصي في وسط الساحة.

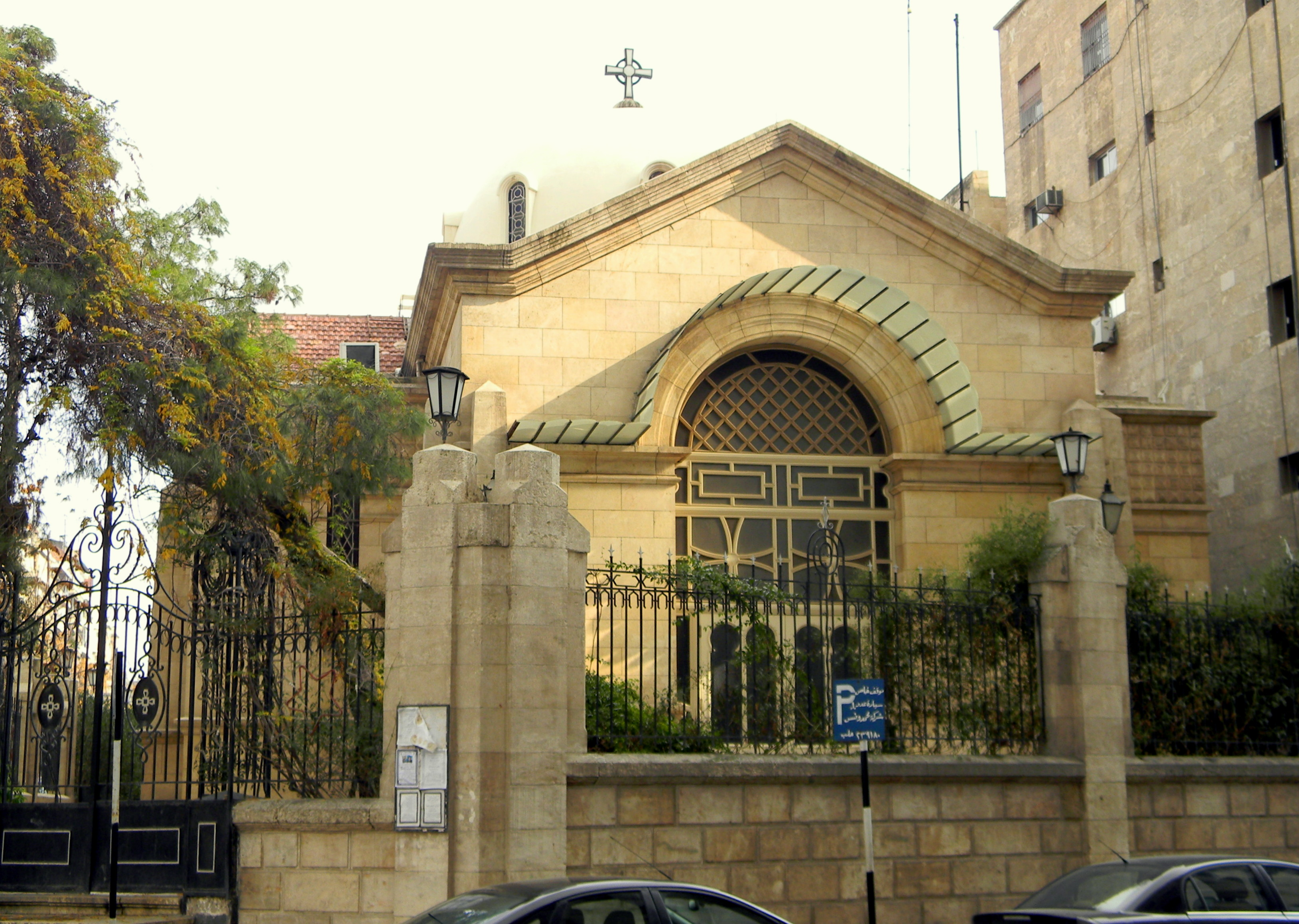
كنيسة القديس رئيس الملائكة ميخائيل الموجودة في ساحة الحرية